# György Lajos (történész)
György Lajos, P. József (Kézdiszentkereszt, 1870. július 1. – Kolozsvár, 1945. december 9.) erdélyi magyar ferences szerzetes, egyháztörténész.

## Életútja
Középfokú iskolát Medgyesen, főiskolát Vajdahunyadon végzett, 1898-tól a ferences rendház főnöke Mikházán, Székelyudvarhelyen, Vajdahunyadon, Désen, Nagyszebenben. Közel ezeroldalas történeti munkája, A ferencrendiek élete és működése Erdélyben (Kolozsvár, 1930) művelődéstörténeti szempontból forrásértékű.